# Łagodne oko błękitu
Łagodne oko błękitu – powieść Zofii Romanowiczowej, ukazała się wiosną 1968 roku nakładem oficyny wydawniczej „Libella”. Okładkę zaprojektował Marek Rudnicki.

## Geneza powieści
W 1955 roku na łamach „Wiadomości” Zofia Romanowiczowa opublikowała opowiadanie pt. Sentymentalna edukacja, które w 1965 zostało włączone do zbioru opowiadań pisarki, zatytułowanego Próby i zamiary. Motyw zakazanej miłości, opisany w opowiadaniu, stał się kanwą fabuły Łagodnego oka błękitu. W 1967 roku również na łamach „Wiadomości” ukazał się fragment przygotowywanej powieści, zatytułowany Sen Dominiki. W wielu wypowiedziach Zofia Romanowiczowa wskazywała na autobiograficzne źródła książki, zaznaczając że zawsze w prozie modyfikuje własne doświadczenia czy zasłyszane historie. 

## Tytuł i motto
Tytuł powieści zaczerpnięty został z wiersza „W Weronie” Cypriana Kamila Norwida, który z kolei nawiązuje do dramatu Williama Szekspira Romeo i Julia. Fragment wiersza Zofia Romanowiczowa uczyniła również mottem powieści. Arkadiusz Morawiec zwraca uwagę, że „intertekstualnych wskazówek, przywołujących, również w sposób bezpośredni szekspirowski dramat jest w utworze Romanowiczowej więcej. Tyle, że w powieści, inaczej niż w słynnym dramaturgicznym wzorcu, zamiast dwóch zwaśnionych rodów mamy dwa zwaśnione narody”.

## O powieści
Akcja powieści rozgrywa się w okupowanej Polsce w trakcie II wojny światowej. Głównym wątkiem fabularnym powieści jest motyw miłości młodej, polskiej więźniarki, Misi do niemieckiego strażnika, Wernera.

## Problematyka powieści
Łagodne oko błękitu to twórcza transpozycja w czasy współczesne motywu nieszczęśliwej, zakazanej miłości, przedstawionej w dramacie Williama Szekspira Romeo i Julia. Za przesłanie Łagodnego oka błękitu uznaje się przede wszystkim głęboką wiarę w człowieka, w jego dobrą naturę. Janusz Kowalewski nazwał wątek miłości Misi i Wernera „światełkiem, które nie pozwoli zgasnąć nadziei i wierze w odrodzenie człowieka, ludzkości”. Tym samym powieść wpisuje się w nurt „nowego humanizmu”.   

## Kwestie genologiczne
Łagodne oko błękituuznawane jest za „wzorową i świetną” powieść psychologiczną. Stanisława Jazówna uznała Łagodne oko błękitu za najlepszą powieść w dorobku Zofii Romanowiczowej, w poprzednich – Przejściu przez Morze Czerwone i  Słońcu dziesięciu linii krytyczka dostrzegała przede wszystkim „antypowieściowe” eksperymenty, zarówno stylistyczne, jak i kompozycyjne. 

## Recepcja powieści
Łagodne oko błękitu spotkało się z entuzjastycznym przyjęciem krytyki, zarówno tej emigracyjnej, jak i krajowej. Powieść została zgłoszona przez Tymona Terleckiego i Józefa Wittlina do nagrody „Wiadomości” za rok 1968. W Polsce Łagodne oko błękitu otrzymało wyróżnienie Funduszu Literatury w kategorii „Najważniejsze osiągnięcie powieściopisarstwa w 1987 roku”. Książka została przetłumaczona na język francuski, rumuński oraz albański. Przekład francuski był szeroko omawiany przez krytykę francuską. 